# Miquel Palanca Fernández
Miquel Palanca Fernández (Tarragona, 18 de desembre de 1987) o Miguel Palanca Fernández o simplement "Palanca", és un futbolista català format al planter del RCD Espanyol, encara que actualment juga al CD Numancia després del seu ascens a Primera Divisió amb l'Elx CF. Aquest davanter destaca per la seva mobilitat, la seva entrega, el seu sacrifici i sobretot la seva polivalència, ja que també pot jugar d'extrem.
És fill del també futbolista Santi Palanca, que jugà al RCD Espanyol als anys 80.

## Trajectòria
El jugador es va formar a les categories inferiors del RCD Espanyol. El 29 d'abril de 2007, quan pertanyia al RCD Espanyol B, l'entrenador Ernesto Valverde el va fer debutar a Primera Divisió, jugant 67 minuts davant el Sevilla FC.
Sense arribar a fer-se un lloc al primer equip, i després del descens del RCD Espanyol B a Tercera divisió, el jove jugador va fitxar pel Reial Madrid Castella CF per dues temporades. Al filial blanc va aconseguir ser titular amb Julen Lopetegui, formant el joc ofensiu del Castilla juntament amb Alberto Bueno i Adam Szalai.
Va debutar a Primera divisió amb el Real Madrid el 13 de desembre del 2008 contra el FC Barcelona en el clàssic, de mans de l'entrenador Juande Ramos, en la qual va ser la seva primera convocatòria amb el primer equip.
El 24 d'agost de 2009 va ser cedit al CE Castelló per una temporada.
L'estiu del 2013 després de l'ascens de l'Elx a Primera va ser traspassat al Numancia.

## Altres mèrits
- 1 Trofeu Planelles (millor jugador del CE Castelló): temporada 2009/10.